# Leender Golfclub Haviksoord
De Leender Golfclub Haviksoord is een Nederlandse golfclub in Leende in de provincie Noord-Brabant.
Tussen Eindhoven en Weert ligt de golfbaan van Haviksoord. Het landschap is daar een beetje golvend. Het vennengebied op de golfbaan mag niet betreden worden.

In 2007 zijn negen nieuwe holes aangelegd, waardoor de baan nu 18 holes heeft.